# Trốn thoát khỏi Đông Đức bằng khí cầu
Vụ vượt thoát khỏi Đông Đức bằng khí cầu bay là một sự việc xảy ra vào khoảng 2 giờ sáng ngày 16 tháng 9 năm 1979, trong đó hai gia đình, với tổng số tám thành viên, đã trốn thoát khỏi Đông Đức bằng cách vượt qua biên giới đến Tây Đức vào khoảng 2 giờ sáng ngày 16 tháng 9 năm 1979, bằng một quả khinh khí cầu tự chế. Kế hoạch được chuẩn bị trong khoảng thời gian một năm rưỡi, bao gồm một số nỗ lực không thành công, ba khinh khí cầu và nhiều sửa đổi khác nhau cho đến khi trốn thoát thành công. Một lần thử nghiệm không thành công của họ đã cảnh báo chính phủ Cộng hòa Dân chủ Đức về âm mưu chạy trốn, nhưng cảnh sát không thể xác định được các nghi phạm trước khi chuyến bay cuối cùng thành công của họ đến tự do.

## Bối cảnh

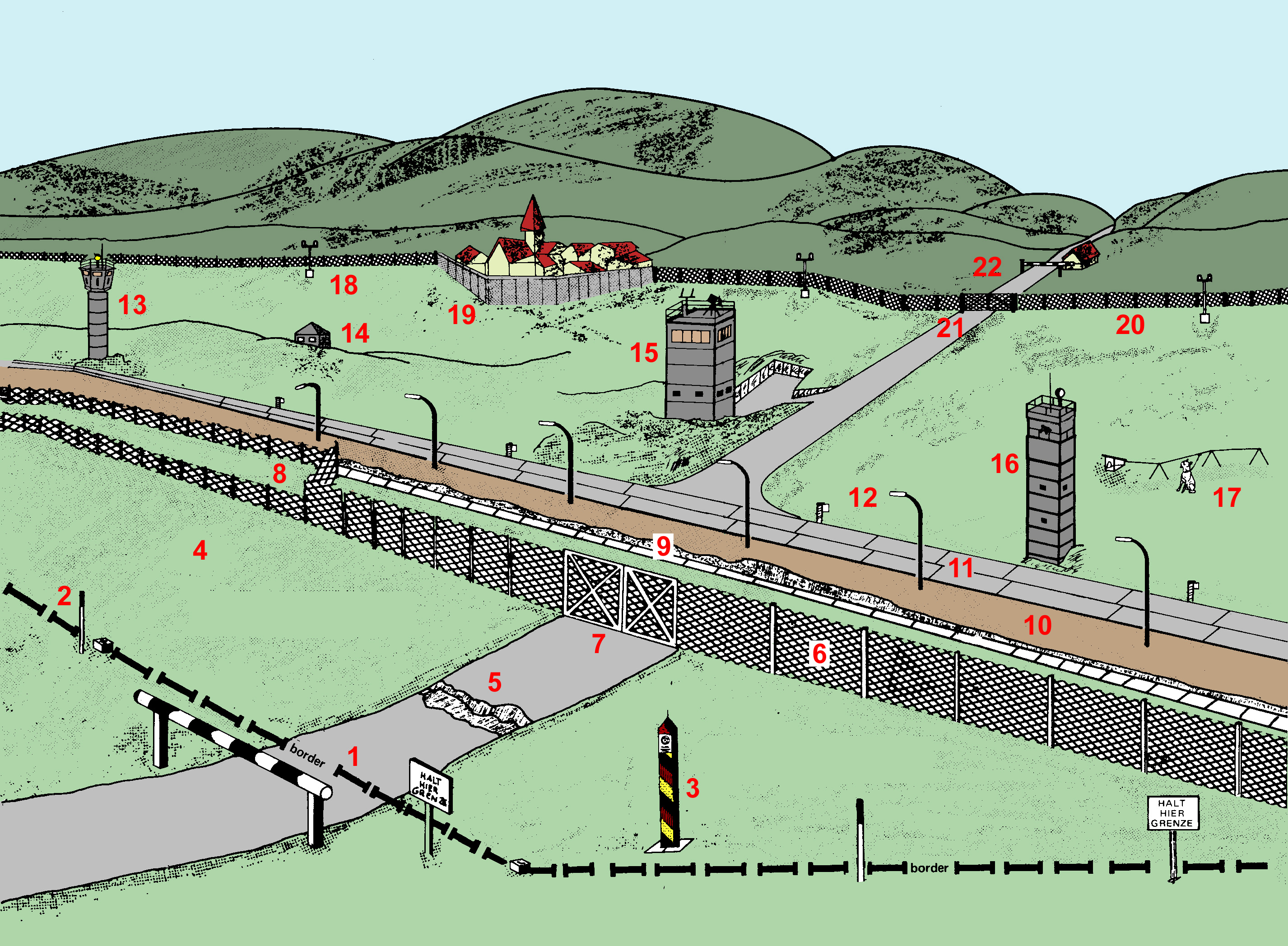
Sơ đồ công sự biên giới

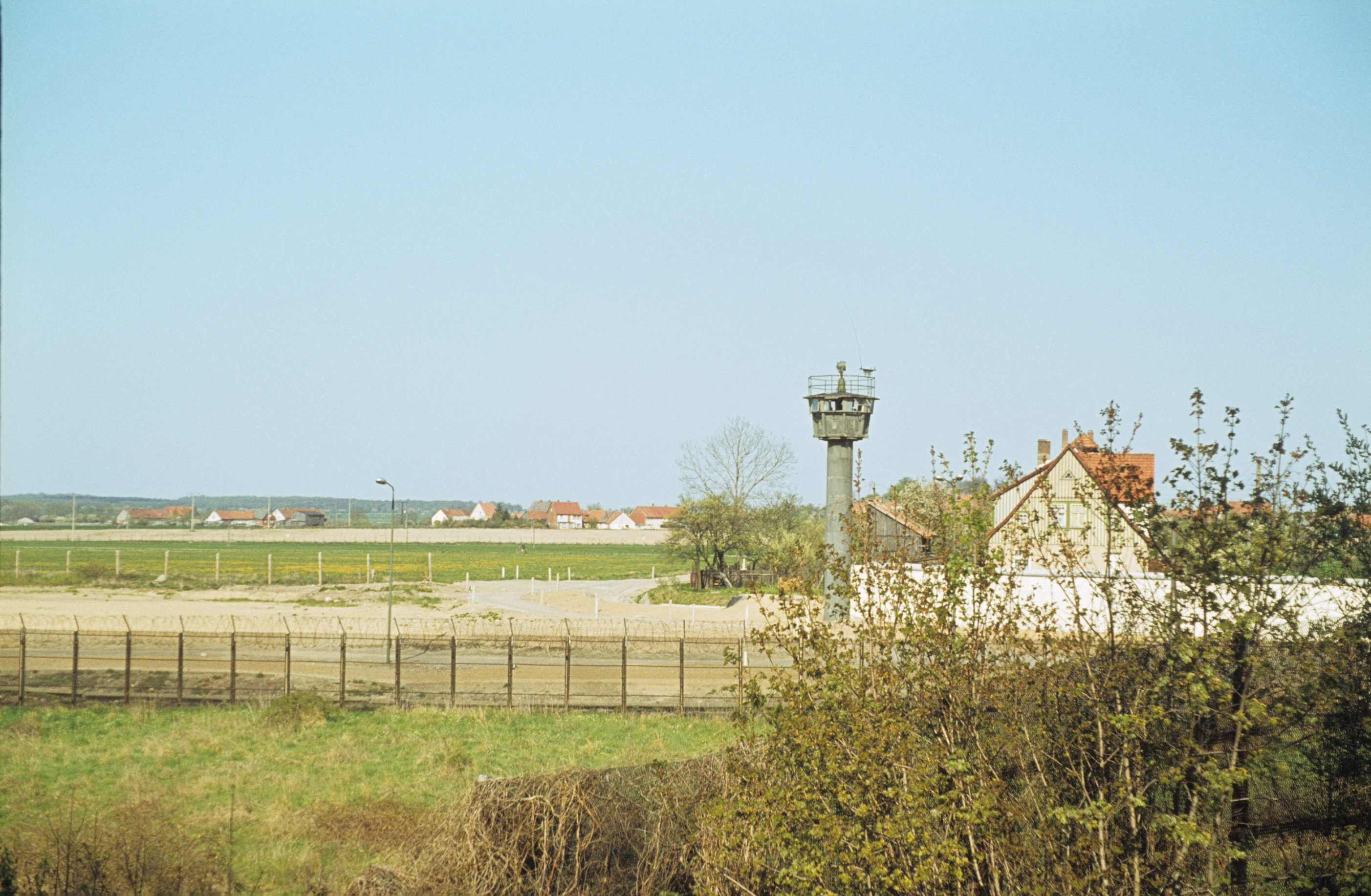
Biên giới giữa hai nước Đức vào cuối những năm 70 ở khu vực phía bắc Harz

Nước Cộng hòa Dân chủ Đức được tách ra với một biên giới được củng cố với các tháp canh, mìn, lính vũ trang và nhiều biện pháp khác để ngăn chặn công dân của họ thoát khỏi đến Tây Đức. Các cuộc tuần tra biên giới Đông Đức được được lệnh tuần tra để ngăn chặn sự xâm nhập của biên giới bằng mọi phương tiện kể cả gây chết người (Schießbefehl ("lệnh bắn"))
Peter Strelzyk, (sinh năm 1942), thợ sửa điện và cựu thợ máy không quân Đông Đức và Günter Wetzel, (sinh năm 1955), nghề nghiệp là thợ nề, là đồng nghiệp tại một nhà máy sản xuất nhựa địa phương đã là bạn trong bốn năm, chia sẻ mong muốn chạy trốn khỏi đất nước và bắt đầu thảo luận cách vượt qua biên giới. Vào ngày 7 tháng 3 năm 1978, họ đồng ý làm việc để lên kế hoạch trốn thoát. Họ xem xét việc thiết kế một chiếc trực thăng nhưng nhanh chóng nhận ra rằng họ sẽ không thể có được một động cơ có khả năng cung cấp năng lượng cho trực thăng thủ công như vậy. Tiếp theo, họ quyết định nghiên cứu ý tưởng thiết kế một khinh khí cầu, đã được truyền cảm hứng từ một chương trình truyền hình về khinh khí cầu. Một lý do thay thế là họ được đưa cho một bài báo trên một tạp chí về Lễ hội Khinh khí cầu Quốc tế ở Albuquerque, New Mexico bởi một người họ hàng.

## Thiết kế
Cặp đôi này bắt đầu nghiên cứu về khí cầu. Kế hoạch của họ là trốn thoát với vợ và bốn đứa con (từ 2 đến 15 tuổi). Họ tính toán trọng lượng của mọi người và cả khí cầu là khoảng 750 kilôgam (1.650 lb). Các tính toán tiếp theo xác định một khí cầu có khả năng nâng trọng lượng này sẽ cần phải giữ 2.000 mét khối (71.000 ft khối) làm nóng đến 100 °C (212 °F). Tiếp theo là lượng vật liệu cần thiết cho khí cầu, ước tính khoảng 800 mét vuông (8.600 foot vuông).
Cặp đôi này sống ở Pößneck, một thị trấn nhỏ khoảng 20.000 dân nơi mà việc chuẩn bị số lượng lớn vải sẽ không thể không gây chú ý. Họ đã thử các thị trấn lân cận như Rudolstadt, Saalfeld và Jena mà không thành công. Họ đã đi 30 dặm (48 km) đến Gera để mua cuộn vải rộng 1 mét (3 ft 3 in) dài 850 mét (2.790 ft) tại một cửa hàng bách hóa sau khi nói với nhân viên bán hàng ngạc nhiên rằng họ cần số lượng lớn vật liệu để sử dụng làm lớp lót lều cho câu lạc bộ cắm trại của họ.
Wetzel đã dành hai tuần để may vải vào một chiếc túi có hình quả bóng, rộng 15 mét (49 ft) dài 20 mét (66 ft), trên một máy may thủ công 40 năm tuổi. Strelzyk dành thời gian thiết kế phần giỏ treo và lắp ráp phần đầu đốt. Đầu đốt được chế tạo bằng cách sử dụng hai chai khí gia đình propan dạng lỏng 11 kilôgam (24 lb), ống mềm, ống dẫn nước, vòi phun và một ống bếp.

## Thử nghiệm
Họ đã sẵn sàng thử nghiệm việc thủ công này vào tháng 4 năm 1978. Sau nhiều ngày tìm kiếm, họ đã tìm thấy một khu rừng tách biệt gần Ziegenrück, cách biên giới 10 kilômét (6,2 mi) và cách Pößneck 30 kilômét (19 mi). Sau khi đốt cháy đầu đốt một đêm, họ không thể thổi phồng khí cầu. Họ nghĩ rằng vấn đề có thể là vì họ đặt khí cầu trên mặt đất. Sau nhiều tuần tìm kiếm thêm, họ đã tìm thấy một vách đá dài 25 mét (82 ft) tại một mỏ đá nơi họ có thể treo khí cầu theo chiều dọc trước khi thổi phồng nhưng điều đó cũng không thành công.
Tiếp theo, họ quyết định đổ đầy túi trước bằng không khí lạnh trước khi sử dụng đầu đốt để tăng nhiệt độ không khí để cất cánh. Họ chế tạo một chiếc quạt gió với động cơ xe gắn máy 250 xentimét khối (15 in khối) 14-hp, bắt đầu với sức mạnh khởi động ô tô Trabant bằng cáp nhảy từ chiếc Moskvitch của Strelzyk. Động cơ này, giảm tiếng ồn bởi một bộ giảm thanh Trabant, quay 1 cánh quạt dài 1 mét (3 ft 3 in) để thổi phồng khí cầu. Họ cũng sử dụng súng phun lửa tự chế, tương tự như đầu đốt, để làm nóng không khí nhanh hơn. Với những sửa đổi này, họ quay trở lại thanh toán bù trừ tách biệt để thử lại nhưng vẫn không thể thổi phồng khí cầu. Sử dụng quạt gió đã cho phép họ phát hiện ra rằng vật liệu cotton tạo nên khí cầu quá xốp và bị rò rỉ khí ồ ạt.
Nỗ lực không thành công của họ tốn 2.400 mác Đông Đức. Strelyzk vứt bỏ tấm vải bằng cách đốt nó trong lò trong vài tuần.

## Lần thử tiếp theo
Họ đã mua các mẫu vải khác nhau trong các cửa hàng địa phương, bao gồm cả vật liệu làm dù, các mẫu khác nhau của taffeta và ni lông. Họ sử dụng lò nướng để kiểm tra vật liệu chịu nhiệt và tạo ra một dụng cụ thử nghiệm từ máy hút bụi và ống thủy tinh chứa đầy nước để xác định vật liệu nào sẽ hút chân không nhất trên mặt nước, tiết lộ vật liệu nào dày đặc nhất. Chiếc dù che phủ tốt nhất nhưng cũng đắt nhất. Thay vào đó, họ chọn một loại taffeta tổng hợp.
Để mua một lượng lớn vải mà không gây quá nhiều nghi ngờ, họ lại lái xe đến một thành phố xa xôi. Lần này họ đi hơn 160 kilômét (99 mi) đến một cửa hàng bách hóa ở Leipzig. Lý do của họ lần này là họ đang ở trong một câu lạc bộ thuyền buồm và cần vật liệu để làm buồm. Số lượng họ cần phải được đặt hàng, và mặc dù họ sợ việc mua hàng có thể đã được báo cáo cho Bộ An ninh Quốc gia Đông Đức (Stasi), họ quay trở lại vào ngày hôm sau và nhận hàng mà không có sự cố. Họ đã trả 4.800 DDM (720US$) cho miếng vải dài 800 mét (2.600 ft) và rộng 1 mét (3 ft 3 in). Trên đường về nhà, họ cũng mua một động cơ điện để tăng tốc cho máy may chạy bằng bàn đạp mà họ đang sử dụng.
Wetzel đã dành tuần sau đó để may vật liệu vào một khí cầu khác, hoàn thành nhiệm vụ nhanh hơn lần thứ hai với máy may lúc đó. Ngay sau đó, họ quay trở lại khu rừng và chiếc túi này phồng lên trong khoảng năm phút bằng cách sử dụng quạt gió và súng phun lửa. Cái túi phình lên và giữ không khí, nhưng đầu đốt trên giỏ treo không đủ mạnh để tạo ra nhiệt cần thiết cho bay lên. Họ tiếp tục thử nghiệm trong nhiều tháng, tăng gấp đôi số lượng bể chứa khí propan và thử các hỗn hợp nhiên liệu khác nhau. Thất vọng với kết quả, Wetzel quyết định từ bỏ dự án và thay vào đó bắt đầu theo đuổi ý tưởng xây dựng một chiếc máy bay nhỏ chạy bằng động cơ xăng nhỏ hoặc tàu lượn.
Strelzyk tiếp tục cố gắng cải thiện đầu đốt. Vào tháng 6 năm 1979, ông phát hiện ra rằng với bể propan bị đảo ngược, áp lực bổ sung gây ra chất lỏng propan sẽ tạo ra một ngọn lửa lớn hơn. Ông sửa đổi giỏ treo để gắn các bể chứa propan lộn ngược, và trở về địa điểm thử nghiệm, nơi ông tìm thấy hình thể mới tạo ra ngọn lửa dài 40 foot (12 m). Strelzyk đã sẵn sàng để trốn thoát.

## Lần trốn đầu tiên
Vào ngày 3 tháng 7 năm 1979, điều kiện thời tiết và gió thuận lợi. Toàn bộ gia đình Streyzyk rời khỏi khu vực trống lúc 1:30 sáng và leo lên với tốc độ 4 mét (13 ft) mỗi giây. Họ đạt đến độ cao 6.600 foot (2.000 m) theo một máy đo độ cao mà Streyzlk đã làm từ một áp kế. Một cơn gió vừa phải thổi chúng về phía biên giới và tự do ở Tây Đức. Khí cầu bay vào một đám mây, hơi nước trong khí quyển ngưng tụ trên khí cầu và trọng lượng thêm của nước khiến nó rơi xuống. Họ đáp xuống một cách an toàn. Không chắc họ đang ở đâu, Strelzyk khám phá cho đến khi anh tìm thấy một mảnh rác - một túi bánh mì từ một tiệm bánh ở Wernigerode, một thị trấn Đông Đức. Họ đã dành chín giờ cẩn thận thoát khỏi từ khu vực biên giới rộng 500 mét (1.600 ft) để tránh phát hiện. Họ phải đi mà không ai thấy trong vùng 5 kilômét (3,1 mi) trước khi đi bộ trở lại, tổng cộng 14 kilômét (8,7 mi) đến xe của họ và tất cả các vật liệu phóng mà họ để lại ở đó. Họ đã về nhà kịp thời để báo cáo vắng mặt do bệnh tật từ công việc và trường học.
Khí cầu được để lại nơi nó đáp xuống và phát hiện vào sáng hôm sau. Strelzyk phá hủy tất cả mọi thứ còn lại và bán chiếc xe của mình lo sợ rằng có thể kết nối anh ta với khí cầu. Vào ngày 14 tháng 8 năm 1979, Stasi được thông báo để giúp tìm ra "thủ phạm của một tội nghiêm trọng" và liệt kê chi tiết tất cả các thứ còn lại tại khu vực tai nạn. Anh cảm thấy rằng Stasi cuối cùng sẽ lần theo dấu vết của khí cầu đến anh và Wetzels. Strelzyk trao đổi với Wetzel và họ đồng ý rằng cơ hội tốt nhất của họ là nhanh chóng xây dựng một khí cầu khác và nhanh chóng thoát ra ngoài.

## Trốn thoát thành công

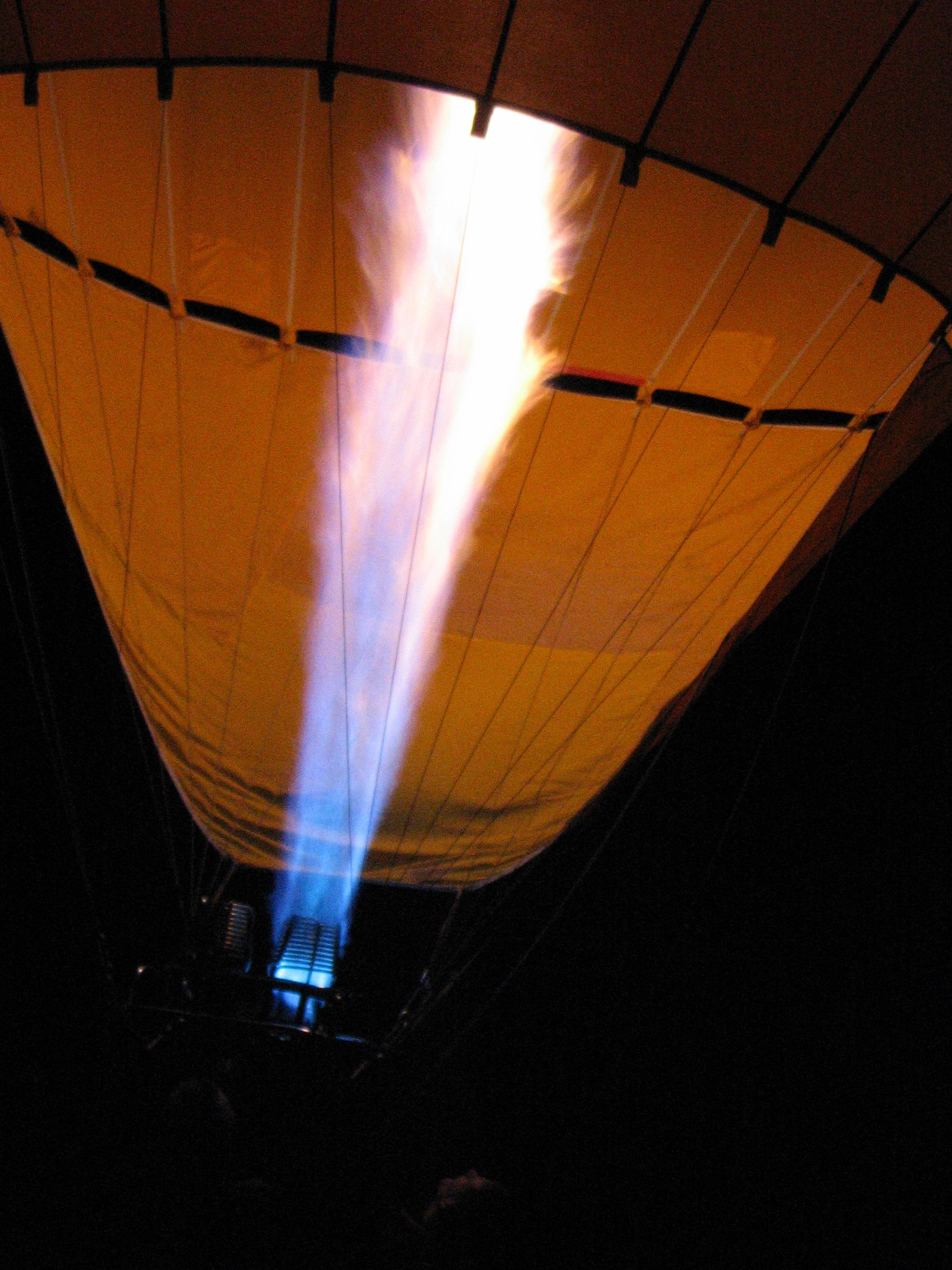
Ví dụ về ngọn lửa khí cầu vào ban đêm

Họ đã quyết định tăng gấp đôi kích thước của thể tích quả bóng lên 4.000 mét khối (140.000 ft khối) về, đường kính 20 mét (66 ft) và chiều cao 25 mét (82 ft). Họ cần 1.250 mét vuông (13.500 foot vuông) của taffeta, và mua vật liệu, với nhiều màu sắc và hoa văn khác nhau, khắp nơi để thoát khỏi sự nghi ngờ. Wetzel khâu một khí cầu thứ ba, sử dụng hơn 6 kilômét (3,7 mi) sợi và Strelzyk thiết kế lại mọi thứ khác như trước đây. Họ đã sẵn sàng trong sáu tuần với một khí cầu nặng 180 kilôgam (400 lb), và trọng tải 550 kilôgam (1.210 lb), bao gồm cả giỏ treo, thiết bị và hàng hóa (hai gia đình). Tự tin trong tính toán của họ, họ tìm thấy điều kiện thời tiết ngay vào ngày 15 tháng 9 khi một cơn bão dữ dội tạo ra những cơn gió chính xác và đặt ra cho thanh toán bù trừ trong thay thế Wartburg của Strelzyk. Đến lúc 1:30 sáng, họ chỉ cần mười phút để thổi phồng khí cầu và ba phút để làm nóng không khí.
Chúng cất cánh sau 2 giờ sáng và do không cắt dây buộc giữ giỏ treo xuống mặt đất một cách đồng bộ, nó đẩy ngọn lửa về phía vải gây bốc cháy. Sau khi đám cháy được dập tắt bằng bình cứu hỏa mà họ đã mang đến cho trường hợp khẩn cấp như vậy, khí cầu bay lên tới 2.000 mét (6.600 ft) trong chín phút, trôi về phía Tây Đức với tốc độ 30 kilômét trên giờ (19 mph). Chúng bay trong 28 phút, với nhiệt độ ở −8 °C (18 °F) và không có nơi trú ẩn nào như giỏ treo chỉ là một lan can của dây phơi. Một tính toán thiết kế dẫn đến bếp lò đốt quá dài, khiến ngọn lửa quá cao trong bóng tạo ra áp lực quá mức khiến khí cầu bay bị rách. Không khí lao ra khỏi chỗ rách dập tắt ngọn lửa. Wetzel đã làm ngọn lửa cháy trở lại với diêm và phải làm như vậy nhiều lần trước khi họ hạ cánh. Có lúc, họ tăng ngọn lửa lên mức tối đa có thể và tăng lên đến 2.500 mét (8.200 ft). Sau đó, họ biết rằng họ đã đủ cao để phát hiện, nhưng không được xác định, trên radar bởi các bộ kiểm soát không lưu của Tây Đức. Họ cũng đã bị phát hiện ở phía Đông Đức bởi một người canh gác ban đêm tại nhà văn hóa huyện ở Bad Lobenstein. Báo cáo về một vật thể bay không xác định hướng về phía biên giới đã khiến các lính canh kích hoạt đèn tìm kiếm, nhưng khí cầu quá cao và ngoài tầm với của đèn.
Khí cầu bị rách có nghĩa là họ đã phải sử dụng đầu đốt nhiều hơn và khoảng cách họ có thể đi là rất hạn chế. Wetzel sau đó cho biết ông nghĩ rằng họ có thể đi thêm 50 kilômét (31 mi) nếu khí cầu vẫn còn nguyên vẹn. Khi propan hết họ rơi xuống một cách nhanh chóng, hạ cánh gần thị trấn Naila, ở bang Bavaria Tây Đức và chỉ cách biên giới sáu dặm. Không ai bị thương, ngoại trừ Wetzel, đã gãy chân khi hạ cánh. Họ nghĩ rằng họ đã thoát vì họ đã thấy những chiếc đèn màu đỏ và vàng không phổ biến ở Đông Đức. Họ cũng thấy các trang trại nhỏ, khác với các hoạt động nhà nước ở phía đông. Một đầu mối khác là thiết bị nông nghiệp hiện đại không giống như những gì đã được sử dụng ở Đông Đức. Hai cảnh sát bang Bavaria đã nhìn thấy ánh sáng nhấp nháy của quả bóng và hướng đến nơi họ nghĩ rằng nó sẽ hạ cánh và tìm thấy Strelzyk và Wetzel, người đầu tiên hỏi liệu họ có tiến về phía tây hay không, mặc dù họ nhận thấy chiếc xe cảnh sát là một chiếc Audi - một dấu hiệu khác họ đang ở Tây Đức. Sau khi biết được, họ đã kêu gọi gia đình họ tham gia cùng.

## Kết quả
Các gia đình quyết định đầu tiên định cư tại Naila, nơi họ đã hạ cánh. Wetzel làm thợ sửa ô tô và Strelzyk mở một cửa hàng sửa chữa truyền hình ở Bad Kissingen. Do áp lực đối với họ từ gián điệp Stasi, Strelzyks chuyển đến Thụy Sĩ năm 1985. Sau khi thống nhất nước Đức vào năm 1990, họ trở về quê nhà của Pößneck và đến ngôi nhà cũ của họ ở đó. Gia đình Wetzel vẫn ở Bavaria.
Tạp chí hàng tuần của Đức Stern đã trả tiền cho Strelzyk và Wetzel để được thuật độc quyền chi tiết câu chuyện.
Đông Đức ngay lập tức tăng cường an ninh biên giới, đóng cửa tất cả các sân bay nhỏ gần biên giới và ra lệnh cho các máy bay phải đỗ xa hơn trong nội địa.  Bình chứa khí propan đã trở thành sản phẩm phải đăng ký và số lượng lớn vải phù hợp cho việc xây dựng khinh khí cầu không được mua nữa. Thư từ Tây Đức đến các gia đình bị cấm.
Erich Strelzyk biết được sự trốn thoát của anh trai mình trên tin tức đài truyền hình ZDF (của Tây Đức) và bị bắt ba giờ sau khi khinh khí cầu hạ cánh trong căn hộ của ông ở Potsdam. Việc bắt giữ các thành viên gia đình là thủ tục bình thường để ngăn chặn những người khác cố gắng trốn thoát. Ông bị buộc tội "giúp đỡ và đồng mưu trốn thoát" và bị kết án cùng chị gái Maria của Strelzyk, và chồng Maria với án tù 2 năm rưỡi. Ba người cuối cùng đã được giải phóng với sự giúp đỡ của Tổ chức Ân xá Quốc tế.
Cuộc trốn thoát được miêu tả trong bộ phim Disney Night Crossing năm 1982, hoặc With the Wind to the West - bản dịch tiếng Anh của tên tiếng Đức. Gia đình Strelzyks được báo cáo là đã "cảm động rơi nước mắt" tại buổi chiếu phim tại Rockefeller Center ở thành phố New York.
Peter Strelzyk qua đời vào năm 2017 ở tuổi 74 sau một căn bệnh dài.
Vào năm 2017, khí cầu được đưa vào triển lãm thường xuyên tại Haus der Bayerischen Geschichte (Bảo tàng Lịch sử Bavarian).
Mười năm sau cuộc vượt thoát này, một người Đông Đức khác là Winfried Freudenberg cũng dùng một khí cầu để tìm cách trốn thoát từ Đông sang Tây Berlin nhưng đã bị té chết vào ngày 8 tháng 3 năm 1989, ông là người cuối cùng chết khi tìm cách vượt qua bức tường Berlin từ Đông sang Tây Đức trước khi bức tường này sụp đổ.

## Người trốn thoát
Các thành viên của hai gia đình bao gồm:
- Peter Strelzyk, 37 tuổi
- Doris Strelzyk
- Frank Strelzyk, 15 tuổi
- Andreas Strelzyk, 11 tuổi
- Güenter Wetzel, 24 tuổi
- Petra Wetzel
- Peter Wetzel, 5 tuổi
- Andreas Wetzel, 2 tuổi

## Phương tiện truyền thông
- Phim Night Crossing của Disney (1982) phỏng theo câu chuyện.[10]
- Chương trình Outlook của BBC Chạy trốn khỏi Cộng sản bằng khí cầu.[13]
- Nova của PBS chương trình "Cuộc trốn thoát tuyệt vời của lịch sử" (2004).[14]
- Doris Strelzyk, Peter Strelzyk, Gudrun Giese: Destiny Balloon Escape. Quadriga, Berlin 1999, ISBN 3-88679-330-3.
- Jürgen Petschull: With the Wind to the West. The Adventurous Flight from Germany to Germany. Goldmann, Munich 1980, ISBN 3-442-11501-9.
- White Rabbit Project của Netflix, tập 2, "Jailbreak".